# Pescarolo Sport
La Pescarolo Sport è stata una scuderia automobilistica francese fondata da Henri Pescarolo e François Granet nel 1999 con l'intenzione di competere nella 24 Ore di Le Mans, gara vinta in varie occasioni come pilota, successivamente il team ha gareggiato anche nel campionato Le Mans Series. Il team aveva chiuso i battenti nell'estate del 2010 dopo essere stato dichiarato fallito a causa di problemi finanziari, ma all'asta fallimentare nuovi compratori hanno acquistato in blocco i beni e i progetti della defunta scuderia per rilanciare l'attività con una nuova società denominata Pescarolo Team, di cui il pilota francese è stato confermato quale direttore sportivo.

## L'esordio e le prime stagioni
Dopo aver gareggiato negli ultimi anni della sua carriera di pilota per la Courage Compétition, Henri (come prima di lui avevano fatto Yves Courage e Jean Rondeau) decide nel 1999 di gareggiare nella 24 Ore di Le Mans con una propria squadra chiamata inizialmente Pescarolo Promotion Racing Team organizzata appositamente per la gara, utilizzando un telaio Courage spinto da un motore Porsche 6 cilindri boxer. I risultati sono incoraggianti, la vettura del team al debutto conclude la gara al 9º posto assoluto, Pescarolo decide così di dar vita ad un vero e proprio team, nasce così la Pescarolo Sport con sede nei sobborghi di Le Mans, all'interno del Circuit de la Sarthe nell'area del Technoparc, in prossimità della sede della Courage.
Il team inizia la propria attività modificando delle Courage C60 per adattarle a nuovi regolamenti varati dall'ACO, mantenendo però la denominazione originale di Courage fino al 2004.
I prototipi della scuderia francese dal 2000 fino al 2003 sono spinti da un motore V6 di 3,2 litri sovralimentato da 2 turbocompressori fornito dalla Peugeot, casa con cui vi era uno stretto rapporto di fornitura. Successivamente la Peugeot annunciò la conclusione della collaborazione con Pescarolo, in quanto aveva già pianificato un futuro coinvolgimento nella categoria con una propria vettura ufficiale (il programma sportivo Peugeot 908).

## Il passaggio al motore Judd

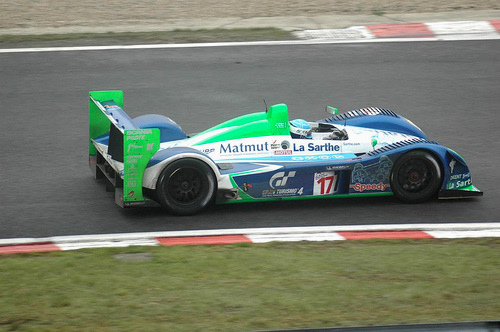
Una Pescarolo C60H del 2005

Nel 2004 Pescarolo con il supporto della Sony, divenuto sponsor principale del team, opta per una fornitura di motori clienti Judd, montando così il V10 di 5 litri di produzione inglese.
Nel 2005 il team Pescarolo partecipa al campionato Le Mans Series vincendolo; alla 24 Ore di Le Mans di quell'anno invece, mentre è saldamente primo a poche ore dal termine, per una uscita di pista del pilota Soheil Ayari, è costretto ad accontentarsi del secondo posto, alle spalle della Audi R8, con un passo di gara mediamente 5 secondi al giro più lento della Pescarolo C60H.
Nel 2006 vince nuovamente il campionato LMS, conquistando i titoli costruttori e piloti; alla 24 Ore di Le Mans, la Pescarolo LMP1 giunge invece seconda, alle spalle della debuttante Audi R10 TDI (primo diesel a vincere a Le Mans).

## Il debutto come telaista

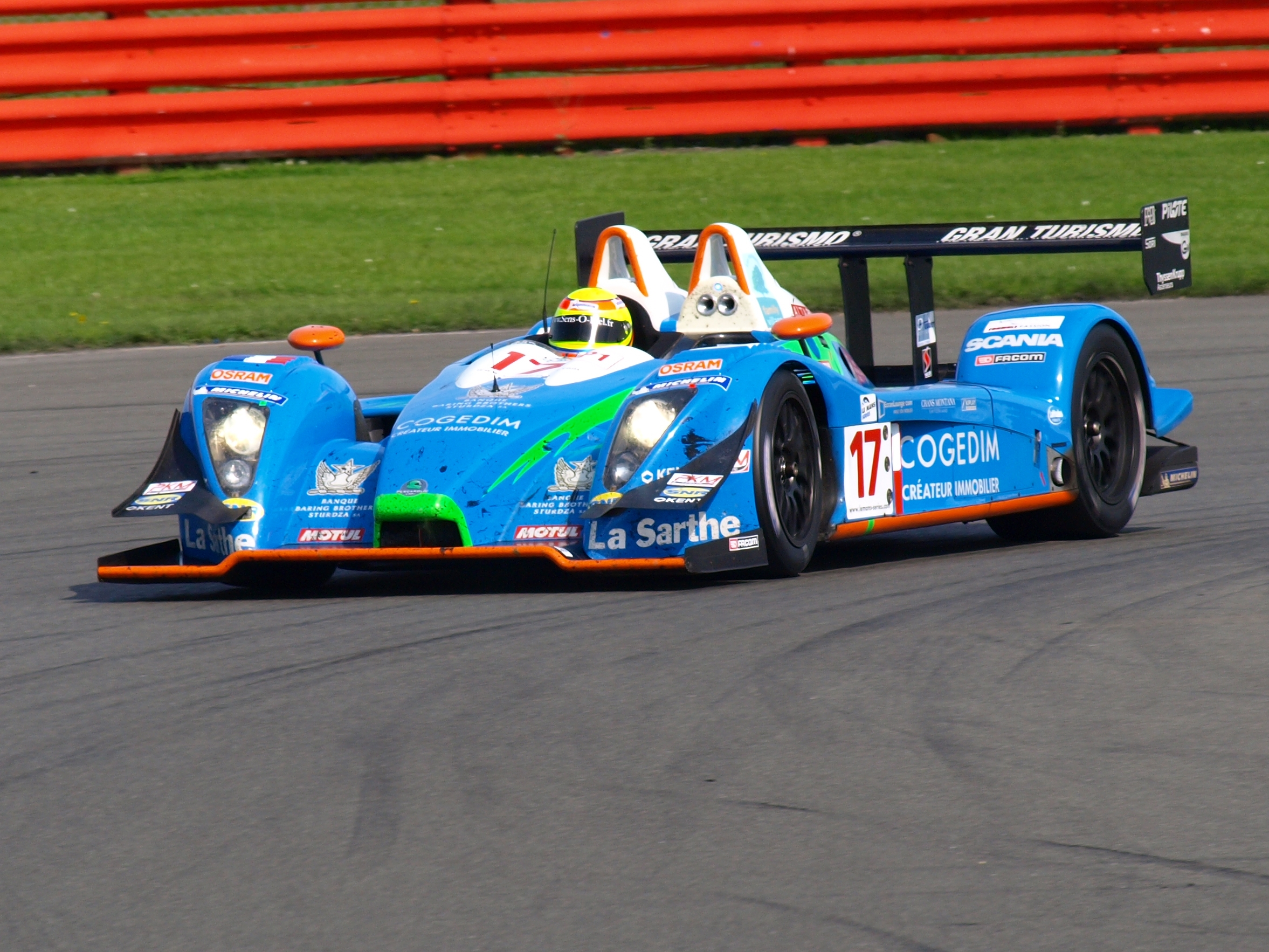
Una Pescarolo 01 del 2008

Nel 2007 costruisce la sua prima vera vettura completa, una sport aperta ribattezzata Pescarolo 01, infatti anche il telaio viene realizzato all'interno della propria struttura, inizia inoltre a vendere i suoi nuovi prototipi anche a team clienti. Il telaio della nuova vettura viene concepito per gareggiare in classe LMP1, ma anche in classe LMP2, in quanto con opportune modifiche e alcuni particolari tecnici diversi è predisposta anche per la classe più piccola.
Nel campionato LMS, giunge secondo in classifica costruttori battuto dalla Peugeot, mentre nel 24 Ore di Le Mans 2007 la barchetta francese giunge terza, alle spalle della R10 TDI (nuovamente a segno) e della nuova arrivata Peugeot 908 HDi FAP.

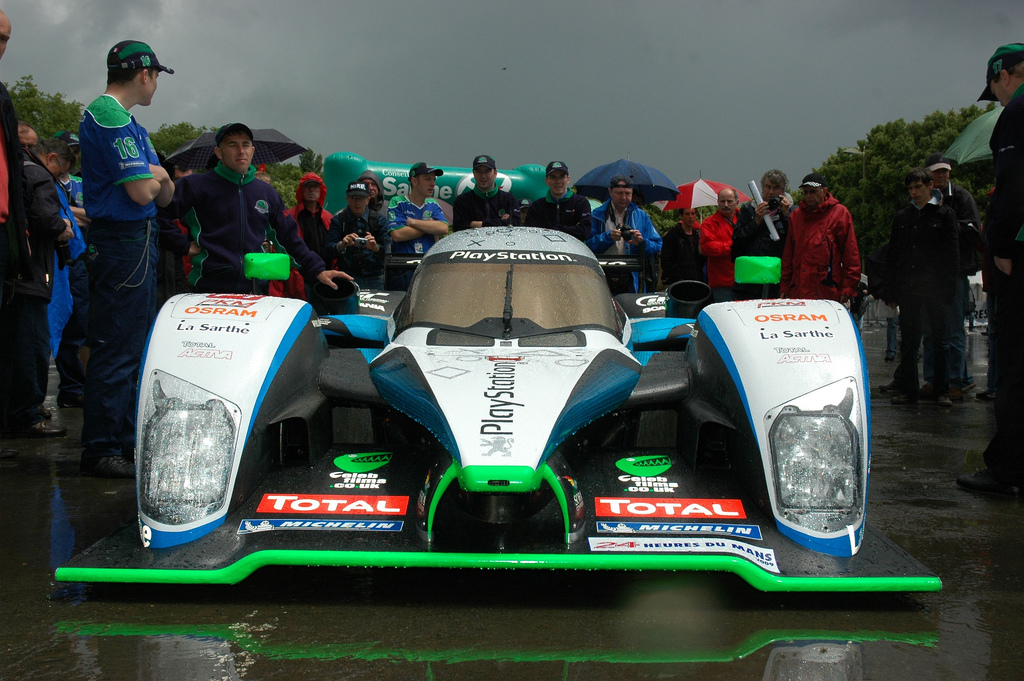
La Peugeot 908 gestita dalla Pescarolo Sport

Nel 2008 la stagione ha un andamento meno brillante, nel Le Mans Series soffre la concorrenza delle squadre ufficiali Peugeot e Audi, ottiene come migliori piazzamenti 2 terzi posti e conclude il campionato al terzo posto nella classifica costruttori. Alla 24 Ore deve accontentarsi del 7º posto finale dietro gli squadroni Audi e Peugeot, consolandosi per il fatto di essere la prima tra le vetture a benzina.
Nel 2009 presenta una versione evoluta della sua sport, con aggiornamenti aerodinamici e tecnici; il team raggiunge inoltre un accordo con la Peugeot, tramite il quale schiera per conto della casa francese una Peugeot 908 semi-ufficiale (in configurazione 2008) al via della 24 Ore di Le Mans, oltre ad una delle sue Pescarolo LMP1, vettura che termina la gara in ottava posizione, mentre la 908 si ritira per incidente dovuto ad un fuoripista.

## I problemi finanziari e il fallimento
Nel corso del 2009, Pescarolo ha stretto un accordo con la Sora Composites, azienda francese specializzata nella realizzazione e lavorazione di materiali compositi, per lavorare insieme alla costruzione di future vetture Sport destinate anche alla commercializzazione verso team clienti.
Sempre nello stesso anno, conseguentemente a sopraggiunti problemi economici, Pescarolo è stato costretto a vendere l'intero team proprio alla Sora Composites, conservando per sé la carica di direttore sportivo della scuderia.
Nel corso dell'Asian Le Mans Series 2009, la Pescarolo 01 vincitrice è stata schierata dal team ribattezzato Sora Racing, e non più, quindi, Pescarolo Sport.

Per la stagione sportiva 2010, Jean Py nuovo proprietario del team francese, non riuscendo a predisporre un budget adeguato, si è visto costretto a dare forfait in vista della 24 Ore di Le Mans, gara nella quale le 2 Pescarolo erano invitate d'ufficio.

Il team francese, in seguito all'aggravarsi della propria situazione finanziaria, è stato messo in liquidazione giudiziaria il 12 luglio 2010 dal tribunale del commercio di Le Mans che ha così decretato la fine della società Pescarolo Sport SARL.

La vendita ad incanto dei beni patrimoniali della Pescarolo Sport si è tenuta il 15 ottobre, Jacques Nicolet, proprietario della OAK Racing e amico di lunga data di Henri Pescarolo, assieme a Joël Rivière e Hervé Poulain, si sono aggiudicati in lotto unico tutti i beni della società fallita per la cifra di 400.000 €, pertanto il giudice fallimentare ha assegnato loro anche la proprietà dei progetti per la nuova vettura di classe LMP1.

## La rinascita comePescarolo Team
I nuovi proprietari hanno subito nominato Pescarolo direttore sportivo della nuova squadra ribattezzata Pescarolo Team che si schiera nelle gare endurance del 2011 con il motore Judd V10 già usato nella stagione 2009 e i piloti Collard e Tinseau, ai quali si aggiunge il giovane Jousse..
Nel 2011 il team partecipa alla LMS e alla 24 ore di Le Mans con la macchina del 2009 aggiornata e come piloti Collard, Tinseau e Jousse. Alla prima gara conquista pole e vittoria alla 6 Ore di Le Castellet, a Spa vince la classifica LMS e a Imola arriva terza tra gli iscritti LMS. Alla 24 Ore di Le Mans si ritira a due ore dal termine quando era saldamente quinta assoluta e prima tra le vetture a benzina. Nelle ultime 2 corse della LMS il team conquista un terzo posto di classe e la vittoria nella 6 Ore dell'Estoril che permette ai piloti di conquistare il titolo.
Nel 2012 il team lancia il nuovo prototipo Pescarolo 03, basato sull'Aston Martin AMR One del 2011, nel World Endurance Championship e alla 6 Ore di Spa e alla 24 ore di Le Mans dove schiera, inoltre, una Dome S102.5-Judd modificata secondo il regolamento 2012. Alla 12 ore di Sebring la squadra arriva 6ª assoluta, ancora con la macchina vecchia, terza di classe LMP1 e prima tra le LMP1 a benzina. Dopo Sebring la squadra stringe un accordo di reciproco aiuto con il team Luxury finito in guerra pochi mesi dopo, a Spa, dove Pescarolo ordina il sequestro delle due Ferrari 458 GT, poi sospeso per il solo weekend di gara e infine annullato dalla Corte d'Appello di Liegi. Questo perché il finanziamento promesso da Stephanie Hoener, proprietaria del Luxury, non è mai arrivato. A finanziare la squadra per la costruzione di un solo telaio 03 (invece di due) è il collezionista Roal Goethe, in cambio Stuart Hall prende il posto di Julien Jousse alla guida della macchina. Quest'ultimo denuncia il fatto causando il sequestro di entrambi i prototipi di Pescarolo che non possono presentarsi alle verifiche tecniche della 24 Ore di Le Mans se non quando, nella serata di sabato 2 giugno, il tribunale di Le Mans annulla l'azione di Julien Jousse, condannandolo per abuso del diritto. La squadra rientra in possesso delle attrezzature per preparare le vetture in tempo per i test di domenica. Durante la 24 ore la 03 rimane quasi distrutta nei test d'inizio giugno in un incidente che costa una frattura alla dodicesima vertebra al pilota Guillaume Moreau per poi subirne un altro durante le prove libere del mercoledì dove rimane danneggiato telaio per poi ritirarsi per surriscaldamento del motore Judd alle 19.33 di sabato finendo 55ª. La Dome (numero di gara 17) ha accusato anch'essa problemi ed è stata fermata ai box per poi ripartire a 4 minuti dalla fine per un ultimo giro arrivando 35ª.

### Hypercar
Il sedici febbraio del 2023, viene annunciato come team clienti della Peugeot, a partire dalla stagione 2024 il team porterà in pista la 9X8 nel Campionato del mondo endurance.